# Діти дивляться на нас
«Діти дивляться на нас» (італ. I bambini ci guardano) — італійський фільм-драма 1944 року, поставлений режисером Вітторіо Де Сікою за романом Чезаре Джуліо Віоли «Пріко» (італ. Prico, 1924). Це перший драматичний фільм Де Сіки, перший знятий ним фільм, де він не грає сам і перший досвід співпраці з Чезаре Дзаваттіні.

## Сюжет
Чотирирічний Пріко дуже переживає через те, що його мати Ніна пішла з коханцем Роберто. Його батько Андреа посилає хлопчика до тітки. Від неї Пріко переїжджає до бабусі.
Коли хлопчик захворює до нього повертається мати. Ніна присягається забути Роберто, як би той не прагнув зустрітися з нею. Уся сім'я, сподіваючись на відновлення, від'їжджає на вихідні в Італійську Рив'єру.
Після того, як Андреа покинув їх через роботу, Ніна знову зустрічається з Роберто. Приголомшений клятвопорушенням матері Прфко втігає, проте поліцейські знаходять його і привозять назад.
Повернувшись в рідне місто, перед тим, як увійти до будинку Ніна, пославшись на виконання доручення, відправляє Пріко до батька. Незабаром разом з Андреа хлопчик розуміє справжню причину відсутності матері. Приголомшений новою втечею дружини, Андреа посилає сина в школу-інтернат, а сам здійснює самогубство. Про смерть батька Пріко дізнається в школі, куди приїжджають Ніна і вірна гувернантка Аньєз, щоб хлопчикові було не так болісно. Пріко знаходить розраду в товаристві служниці.

## У ролях
| • Лучано де Амброзіс | … | Пріко                  |
| • Еміліо Чиголі      | … | Андреа, батько         |
| • Іза Пола           | … | Ніна, мати             |
| • Адріано Рімольді   | … | Роберто, коханець Ніни |
| • Джованна Чиголі    | … | Аньєз, гувернантка     |
| • Іона Фріджеріо     | … | бабуся                 |
| • Марія Гардена      | … | сеньйора Уберті        |
| • Діна Пербелліні    | … | Дзія Береллі           |
| • Ніколетта Пароді   | … | Джуліана               |
| • Текла Скарано      | … | сеньйора Реста         |
| • Ернесто Каліндрі   | … | Клаудіо                |
| • Олінто Крістіна    | … | ректор                 |
| • Маріо Галліна      | … | лікар                  |
| • Дзаїра Ля Фратта   | … | Паоліна                |
| • Армандо Мільїарі   | … | командор               |
| • Гвідо Морізі       | … | Джиджі Сбарлані        |

## Знімальна група
- Автори сценарію — Чезаре Дзаваттіні, Чезаре Джуліо Віола, Вітторіо Де Сіка, Адольфо Франчі, Маргеріта Мальоне, Герардо Герарді за романом Чезаре Джулио Віоли «Пріко» (італ. Prico)
- Режисер-постановник — Вітторіо Де Сіка
- Продюсер — Франко Мальї (в титрах не вказаний)
- Оператор — Рамоло Гарроні, Джузеппе Караччіоло
- Композитор — Ренцо Росселліні
- Монтаж — Маріо Бонотті
- Художник-постановник — Амлету Бонетті
- Художники-декоратори — Гастоне Медін, Гуїдо Фьоріні
- Артдиректор — Вітторіо Валентіні
- Асистент режисера — Вітторіо Коттафаві